# Список млекопитающих, занесённых в Красную книгу Узбекистана

В данный список включены 30 видов (с подвидами — 32) млекопитающих животных, вошедшие в издание Красной книги Узбекистана (2019).
В таблице приведены данные о распространении видов на территории Узбекистана, а также их охранный статус согласно Красной книге Узбекистана.
| Иллюстрация                                     | Название                                                                           | Ареал вида на территории Узбекистана | Охранный статус | С.                |
| ----------------------------------------------- | ---------------------------------------------------------------------------------- | --- | --- | ----------------- |
| Царство Животных                                |                                                                                    | | |                   |
| Класс млекопитающих                             |                                                                                    | | |                   |
| Семейство Кошачьи (Felidae)                     |                                                                                    | | |                   |
|                                                 | Азиатский гепард (Acinonyx jubatus (Schreber, 1776) ssp. venaticus Griffith, 1821) | В прошлом — пустыня Кызылкум, плато Устюрт. Вне Узбекистана: Иран, в прошлом — Туркменистан, Казахстан, Закавказье, Ближний Восток, Афганистан, Пакистан, Индия. В Африке — другие подвиды. | 0(EX): Исчезнувший в стране подвид. Внесён в Красный список МСОП [VU].                                                                               | [ 5 ] [ 6 ] [ 7 ] |
|                                                 | Туркестанская рысь (Lynx lynx isabellinus (Blyth, 1847))                           | В Средней Азии туркестанская рысь обитает в основном в открытых лесах и степях, а также встречается на скалистых холмах и горах пустынных регионов Центральной Азии. | 2(VU:D) | [ 6 ] [ 7 ] [ 8 ] |
|                                                 | Барханный кот (Felis margarita thinobia (Ognev, 1926))                             | Ареал барханной кошки имеет вид полосы, начинающейся в Сахаре (Алжир, Марокко, Чад, Нигер) и через Аравийский полуостров пролегающей в Центральную Азию (Туркменистан, Узбекистан, Казахстан) до окрестностей Нушки в Пакистане. | 3 (NT) | [ 6 ]             |
|                                                 | Закаспийский манул (Felis manul ferrugineus Ognev, 1928)                           | Манул встречается в Азии: от западного Ирана (а в прошлом — Армении и Азербайджана), в Средней Азии и на юге Сибири, до Забайкалья, Монголии и Тибета. | 4(DD). Внесён в Красный список МСОП [NT] | [ 6 ]             |
|                                                 | Туркменский каракал (Caracal caracal michaelis (Heptner, 1945))                    | Плато Устюрт, низовья р. Амударья, западный Кызылкум. Вне Узбекистана: Казахстан, Туркменистан, север Ирана. В Африке, на Ближнем Востоке, юге Ирана, в Афганистане, Пакистане, Индии — другие подвиды | 1(CR): Находящийся на грани полного исчезновения локально распространённый подвид. Внесён в Красный список МСОП [LC].                                | [ 6 ] [ 7 ]       |
|                                                 | Переднеазиатский леопард (Panthera pardus saxicolor Pocock, 1927)                  | Армения, Азербайджан, Афганистан, Грузия, Иран, Казахстан, Нахичеванская Автономная Республика, Узбекистан, Пакистан, Российская Федерация (Северный Кавказ), Туркменистан, Турция. | 1(CR). Внесён в Красный список МСОП [VU] | [ 6 ] [ 7 ]       |
|                                                 | Туранский тигр (Panthera tigris virgata (Illiger, 1815))                           | Обитал в Средней Азии, северном Иране и на Кавказе. | 0 (EX): Исчезнувший в мире подвид. Внесён в Красный список МСОП [EN 2bcd+4bcd; C1+2a(i)], {EX}.                                                      | [ 6 ] [ 7 ]       |
|                                                 | Снежный барс (Uncia uncia (Schreber, 1775))                                        | Площадь ареала снежного барса в Узбекистане около 10 тыс. км², что составляет не более 0,5 % от площади мирового ареала. | 1(CR). Внесён в Красный список МСОП [EN С1] | [ 6 ] [ 7 ]       |
| Семейство Беличьи (Sciuridae)                   |                                                                                    | | |                   |
|                                                 | Сурок Мензбира (Marmota menzbieri (Kaschkarov, 1925))                              | Грызун семейства беличьих, водится на западе Тянь-Шаня. | 1(EN). Красный список МСОП [VU]. | [ 6 ] [ 7 ]       |
| Семейство Куньи (Mustelidae)                    |                                                                                    | | |                   |
|                                                 | Степной хорь (Mustela eversmanii talassica Ognev, 1928)                            | Степной хорёк на западе встречается от Югославии и Чехии, а далее к востоку по лесостепи, степям и полупустыням России от Забайкалья и до Среднего Амура, а также в Средней и Центральной Азии до Дальнего Востока и Восточного Китая. | 2(VU:D) | [ 6 ]             |
|                                                 | Перевязка (Vormela peregusna (Guldenstaedt, 1770))                                 | Перевязки распространены в Восточной Европе и в Азии. Их ареал тянется от Балканского полуострова и Передней Азии (за исключением Аравийского полуострова) через юг России и Центральную Азию до северо-запада Китая и Монголии. | 2(VU:D). Вид был включен и издание 1983 года, исключен из списка в редакции 2009 года. Вновь включён в 2019 году. Внесён в Красный список МСОП [VU]. | [ 6 ]             |
|                                                 | Выдра среднеазиатская (Lutra lutra seistanica Burila, 1912)                        | До 1970-х гг. обитал по долинам рек Сырдарья, Зарафшан, Чаткал. В настоящее время сохранился в верхней части пойм рек Амударья, Сурхандарья, Кашкадарья, Кызылдарья, Аксу, Шерабаддарья, Мачайдарья (западный ПамироАлай). Вне Узбекистана: страны Средней Азии, Казахстан, Иран, Афганистан. В Европе, Северной Африке, Западной Азии, Китае, Индии, Шри-Ланка — другие подвиды.                          | 1(EN). Внесён в Красный список МСОП [NT] |                   |
|                                                 | Индийский медоед (Mellivora capensis buechneri Baryshnikov, 2000)                  | Южный Устюрт, Сарыкамышская впадина, окрестности Хорезмского оазиса. Вне Узбекистана: Туркменистан, Казахстан, Иран, Афганистан, Пакистан, Индия. В Африке, Ираке, на Ближнем Востоке — другие подвиды. | 1(CR) | [ 6 ] [ 7 ]       |
| Семейство Полорогие (Bovidae)                   |                                                                                    | | |                   |
|                                                 | Винторогий козел (Capra falconeri heptneri Zalkin, 1945)                           | Распространён в Западных Гималаях, Кашмире, Малом Тибете и Афганистане, а также в горах по реке Пяндж, хребтах Кугитангтау, Бабатаг и Дарвазском в Таджикистане. Образует несколько подвидов, отличающихся формой рогов. Винторогий козёл населяет крутые склоны ущелий, скалы и обрывы на высоте от 500 до 3500 метров, питаясь травой и листьями. Является родоначальником некоторых пород домашних коз. | 1(CR). Внесён в Красный список МСОП [NT]. | [ 6 ] [ 7 ]       |
|                                                 | Устюртский баран (Ovis vignei arkal Eversmann,1850)                                | Распространён в Казахстане, Узбекистане и Туркменистане. | 1(CR). Внесен в Красный список МСОП [VU A2cde]. | [ 6 ] [ 7 ]       |
|                                                 | Бухарский горный баран (Ovis vignei bocharensis Nasonov, 1914)                     | . Распространены в Средней Азии — в юго-западной части Казахстана, Узбекистане, Туркменистане, Таджикистане, Афганистане, Пакистане, Иране и в районе Кашмира в Индии. | 1(CR). Внесен в Красный список МСОП [VU A2cde] | [ 6 ] [ 7 ]       |
|                                                 | Тянь–Шанский горный баран (Ovis ammon karelini Severtzov (1873))                   | Архары обитают в горных и предгорных районах Средней и Центральной Азии на высоте 1300-6100 м над уровнем моря — на Памире, в Гималаях, Алтае, Саянах Монголии и Тибете. В прошлом ареал архаров был значительно шире — в позднем плейстоцене и раннем голоцене они были обычными животными на юге Западной и Восточной Сибири южнее северного Забайкалья и юго-западной Якутии.                           | 4(DD). Внесён в Красный список МСОП [NT] | [ 6 ]             |
|                                                 | Баран Северцова (Ovis ammon severtzovi Nasonov, 1914)                              | Дикая популяция поддерживается искусственно на территории Нуратинского государственного заповедника Узбекистана (центральная часть хребта Нуратау), где численность достигает 2000 особей. | 2(VU:D). Внесён в Красный список МСОП [NT]. | [ 6 ] [ 7 ]       |
|                                                 | Сайгак (Saiga tatarica (Linnaeus, 1766))                                           | Сайгаки обитают только в Казахстане, Узбекистане, Кыргызстане, с заходами в Туркменистане, в России и западной Монголии. Реинтродуцирована на Украине в заповеднике Аскания-Нова. | 1(CR). Внесён в Красный список МСОП [CR A2acd], {CR A2acd}.                                                                                          | [ 6 ] [ 7 ]       |
|                                                 | Джейран (Gazella subgutturosa subgutturosa (Güldenstädt, 1780))                    | Джейран встречается в пустынных и полупустынных областях Ирана, Армении, Афганистана, Западного Пакистана, Южной Монголии и Китая (Синьцзян, северный Тибет и Суйюань); Азербайджана, Грузии, Казахстана, Узбекистана, Таджикистана и Туркменистана. | 2(VU:D). Внесён в Красный список МСОП [VU A2ad]. | [ 6 ] [ 7 ]       |
| Семейство Лошадиные (Equadae)                   |                                                                                    | | |                   |
|                                                 | Туркменский кулан (Equus hemionus kulan Groves et Mazak, 1967)                     | B Туркменистане держится на полупустынных равнинах и пологих склонах холмов до высоты 300—600 метров над уровнем моря. | 1(CR). Внесён в Красный список МСОП [NT]. | [ 6 ] [ 7 ]       |
| Семейство Оленевые (Cervidae)                   |                                                                                    | | |                   |
|                                                 | Бухарский олень (Cervus elaphus bactrianus Lydekker, 1900)                         | Oбитают на территории Центральной Азии и Казахстана, в тугайных лесах и в высокой траве по берегам водоёмов. | 1(EN) | [ 6 ] [ 7 ]       |
| Семейство Ежовые (Erinaceidae)                  |                                                                                    | | |                   |
|                                                 | Длинноиглый ёж (Hemiechinus hypomelas (Brandt, 1836))                              | Участки равнин с расчлененным рельефом, впадины и останцовые низкогорья, окраины оазисов. По горным ущельям проникает до нижней границы арчевников. Человеческая деятельность способствует расселению ежа в нехарактерные местообитания. | 3(NT) | [ 6 ] [ 7 ]       |
| Семейство Подковоносые (Rhinolophidae)          |                                                                                    | | |                   |
|                                                 | Малый подковонос (Rhinolophus hipposideros (Bechstein, 1800))                      | Алайский хребет, хребет Нуратау, Зарафшанский, Гиссарский; долины рек Угам, Пскем, Ташкент. Вне Узбекистана: Средняя Азия, Казахстан, Иран, Афганистан, Пакистан. В Европе, Северной Африке, Турции, Аравии — другие подвиды. | 2(VU:D) | [ 6 ] [ 7 ]       |
| Семейство Гладконосые (Vespertilionidae)        |                                                                                    | | |                   |
|                                                 | Бухарская ночница (Myotis bucharensis Kuzyakin, 1950)                              | Селится в Таджикистане и Узбекистане. | 1 (CR). Включён в Красный список МСОП | [ 6 ] [ 7 ]       |
|                                                 | Белобрюхий стрелоух (Otonycteris hemprichii (Peters, 1859))                        | Распространён на севере Африки (от Марокко и Нигера до Египта), на Аравийском полуострове и в Центральной Азии (до Казахстана и Кашмира). Обитает в пустынных и полупустынных регионах. | 2 (VU:R) | [ 6 ] [ 7 ]       |
| Семейство Бульдоговые летучие мыши (Molossidae) |                                                                                    | | |                   |
|                                                 | Широкоухий складчатогуб (Tadarida teniotis (Rafinesque, 1814))                     | Область распространения вида охватывает южную Европу от Пиренейского полуострова через юг Франции, Италию и Балканский полуостров до Турции и оттуда дальше до Аравийского полуострова. Кроме того, он обитает на североафриканском побережье Средиземного моря от Марокко до Египта и на большинстве островов Средиземного моря.                                                                          | 2(VU:R) | [ 6 ] [ 7 ]       |
| Семейство Тушканчиковые (Dipodidae)             |                                                                                    | | |                   |
|                                                 | Карликовый тушканчик Гептнера (Salpingotus heptneri Vorontsov et Smirnov, 1969)    | Северный Кызылкум (Каракалпакстан, север Навоийской обл.). Вне Узбекистана: Казахстан. | 2(VU:R) | [ 6 ] [ 7 ]       |
|                                                 | Тушканчик Виноградова (Allactaga vinogradovi (Argiropulo, 1941))                   | | 2(VU:R). Внесён в Красный список МСОП | [ 6 ]             |
| Семейство Псовые (Canidae)                      |                                                                                    | | |                   |
|                                                 | Туркменский корсак (Vulpes corsac turcmenicus Ognev, 1935)                         | Корсак распространён в степях, полупустынях и отчасти в пустынях Юго-Восточной Европы и Азии наряду с обыкновенной и афганской лисами. Корсак водится от северного Ирана, Казахстана, Азербайджана, Армении, Афганистана и Средней Азии до Монголии и северо-восточного Китая. | 2(VU:D). | [ 6 ]             |
| Семейство Медвежьи (Ursidae)                    |                                                                                    | | |                   |
|                                                 | Тяньшанский бурый медведь (Ursus arctos isabellinus Horsfield, 1826 )              | Западный Тянь-Шань, Западный ПамироАлай. Вне Узбекистана: страны Средней Азии, Казахстан, север Афганистана, Пакистана, Индии, Китай (Синцзянь), Непал. На остальной части Северной Евразии и Северной Америки — другие подвиды | 2(VU:R). | [ 6 ] [ 7 ]       |
| Семейство Гиеновые (Hyaenidae)                  |                                                                                    | | |                   |
|                                                 | Полосатая гиена (Hyaena hyaena hyaena (Linnaeus, 1758))                            | Кугитанг, возможно Бабатаг, в прошлом — верхняя часть поймы р. Амударьи, низовья р. Шерабаддарья. Вне Узбекистана: Туркменистан, Иран, Закавказье, Афганистан, Пакистан, Индия, Непал. В Африке, Турции, на Ближнем Востоке — другие подвиды. | 1(CR). Внесён в Красный список МСОП [NT]. | [ 6 ] [ 7 ]       |